# 東宝特撮
東宝特撮（とうほうとくさつ）とは、東宝が製作した特撮映画である。

## 沿革

### 前史
東宝特撮の歴史は、東宝の前身のひとつであるJ.O.スタヂオによって制作された1937年の日独合作映画『新しき土』まで遡れる。同作品では、円谷英二が開発したスクリーン・プロセスが初めて採用された。
1938年、東宝取締役の森岩雄は、J.O.スタヂオで頭角を現していた円谷のために特殊技術課を設立した。1940年にその第1作として『海軍爆撃隊』が制作された。以後、戦時中の特撮は戦争映画を中心に発展していった。
1940年の『エノケンの孫悟空』は、筋斗雲を飛行機風に描写したりテレビジョンが出てきたりするなど、SF映画の源流ともいえる作品である。そして、1942年の『ハワイ・マレー沖海戦』は特撮シーンを前面に押し出した記念碑的作品である。ただし、この時代の特撮はあくまでも撮影技法の一部に過ぎず、当時は「トリック撮影」と呼ばれていた。
終戦後、戦争映画の製作で国威発揚に加担したとして森や円谷が公職追放され、特殊技術課は解散となったため、一時途絶える。

### 特撮映画の勃興期
公職追放されていた森と円谷は、1952年に東宝へ正式に復帰し、『太平洋の鷲』『さらばラバウル』などの戦記映画を手がけた。
1954年、インドネシアとの共同合作映画『栄光の陰に』が製作中止になり、東宝のプロデューサーであった田中友幸は急遽空路で帰国した。その機中で田中は「海から現れる巨大な怪獣」というアイデアを思いつき、円谷が考えていたアイデアも含められて同年に『ゴジラ』が製作され、現実映像の代替手段ではない空想映像としての特撮映画が誕生する。また、同年には特撮技術を応用した『透明人間』も製作された。
1956年、初のカラー作品である『白夫人の妖恋』が上映されたほか、変身人間シリーズや『地球防衛軍』に始まる怪獣作品以外のSF、『日本誕生』などの歴史スペクタクル特撮作品などに特撮は活躍した。
1956年の海外版『ゴジラ』のヒットを受け、特撮映画は外貨獲得手段としても注目され、1957年に東宝は再び特殊技術課を設立した。外部参加やアルバイトであった主要スタッフは東宝の正社員や技能契約者となり、特撮専用の大プールや第11ステージの建設、特撮関連の部署を集めた特技センターの建設など、制作体制が整えられていった。
1962年の『キングコング対ゴジラ』は1,255万人を動員する大ヒットを記録し、黄金期を築いた。

### ゴジラシリーズと戦争映画
1960年代になると日本映画自体の斜陽化が始まり、東宝特撮も大きな岐路に立たされる。好調であった特撮路線に海外資本を取り込み、『フランケンシュタイン対地底怪獣』『怪獣大戦争』『キングコングの逆襲』などの日米提携作品を制作した。
一方、円谷が手がけ、1966年に放送が始まったテレビ特撮作品『ウルトラマン』は高視聴率を記録し、映画会社にとって格下と看做されていたテレビとの逆転が生じた。これにより、第一次怪獣ブームが巻き起こるが、観客層は低年齢化していった。その影響を受け、ゴジラシリーズも第1作で恐怖の象徴であったゴジラが「子供のヒーロー」として脚色されるようになる。なお、海外の映画会社との共同制作となった1969年の『緯度0大作戦』は相手側制作費を肩代わりしたにもかかわらず、興業に失敗した。
1970年には円谷が死去し、特殊技術課は廃止となった。
結果として、ドル箱作品であるゴジラシリーズと空戦や海戦のシーンで特撮が用いられていた戦争映画だけが東宝特撮作品として残ることになった。さらに、ゴジラシリーズは子供向け同時上映興行「東宝チャンピオンまつり」に組み込まれることになった。

### ゴジラシリーズの終了とパニック映画の台頭
1970年代になると第二次怪獣ブームに乗ってゴジラシリーズの人気は続いたが、オイルショックによる物価高騰と不況は、制作費の高騰と興行成績の悪化を招いた。
戦争映画は特撮を主体としないものへの移行を経て休止されたほか、ゴジラシリーズも特殊撮影課から分離された東宝映像による製作に移行された。しかし、徐々にゴジラシリーズの興業も悪化して制作費やスケジュールは圧縮、特撮シーンや造芸は旧作からの流用が目立ち始め、徐々に作品の粗雑化が進んでいく。そして、ゴジラシリーズは1975年の『メカゴジラの逆襲』でシリーズ最低興収を記録し、シリーズの終了に至った。同時期に東宝映像はテレビ特撮も手がけることになり、ゴジラシリーズ同様に巨大怪獣が登場する『流星人間ゾーン』や等身大ヒーローである『愛の戦士レインボーマン』などの作品を生んだが、これらも第二次特撮ブームの終了によって短期間の製作に終わった。
一方、1973年に公開された『日本沈没』は、世相を反映して空前の大ヒットとなった。これ以降、円谷の弟子である中野昭慶による派手な爆発シーンを売りとしたパニック作品が一時期続くことになる。

### 海外SFの影響とリバイバルブーム
1970年代後半、『スター・ウォーズ・シリーズ』や『未知との遭遇』などのSF映画が世界的な大ヒットを記録する中、東宝でも『惑星大戦争』『ブルークリスマス』などの特撮技術や『火の鳥』などのアニメーション技術と特撮技術の合成を用いた作品が製作されたが、いずれも単発で終わった。
1980年代になると、かつて第二次怪獣ブームの最中に育った世代が成人を迎える中で東宝特撮にもリバイバルブームが起きた。1984年には『ゴジラ』（1984年版）が公開され、同年の邦画興行成績第2位を獲得するなどの成功を収め、続編のプロット募集などの準備が直後から始められたものの、実製作に至るまでは長い期間を要した。また、東宝全体でも自社制作による映画作品が減少していった。

### 平成ゴジラシリーズとCG技術の登場
東宝特撮は再び冬眠の時代を迎えたが、ゴジラシリーズは1989年に公開された『ゴジラvsビオランテ』の成功で本格的に製作が再開され、シリーズ化に伴って「平成ゴジラシリーズ」と称されるようになり、同シリーズ最終作品『ゴジラvsデストロイア』までの興行の主力を担った。
この時期にはゴジラ以外の新機軸の作品を模索しており、『ガンヘッド』『ヤマトタケル』が制作されてシリーズ化も企画されたが、結局は平成ゴジラシリーズ終了後に『モスラ』がシリーズ化されるにとどまり、こちらもゴジラシリーズと比べて配給収入は落ちていった。
1990年代半ばになると、それまでのミニチュアや着ぐるみといった撮影方法に代わり、CGを用いたSF映画が主流になり始めた。1998年にアメリカ合衆国のトライスター ピクチャーズ製作で公開された『GODZILLA』に登場するゴジラは、大半がCGによって描かれた。同年、東宝特撮のほぼすべてを手がけた田中が死去し、その製作は富山省吾に継承された。

### 21世紀
1999年、『ゴジラ2000ミレニアム』の公開をきっかけにゴジラシリーズは「ミレニアムシリーズ」としてシリーズを再開したが、慢性的な不況は映画業界にも波及し、『ゴジラ×モスラ×メカゴジラ 東京SOS』でシリーズ興行成績ワースト3位を記録した結果、翌年の『ゴジラ FINAL WARS』で終了した。
その後、『ローレライ』『日本沈没』などは製作委員会方式によって製作され、『シン・ゴジラ』にて東宝主導の映画となった。

## 特徴
東宝特撮の最大の特徴は、（特に怪獣映画で如実だが）世界で初めて着ぐるみを多用した撮影を採用したことである。現在では当然のように思われているが、『ゴジラ』以前の特撮作品は、『キングコング』『原子怪獣現わる』などで見られるストップモーション・アニメーション（いわゆる「コマ撮り」）が主流であり、本格的に着ぐるみを用いた作品は皆無であった。この着ぐるみによる撮影法は動きがスムーズであり、セットの破壊や爆発とリンクしやすいということもあり、特撮シーン全体が派手になる傾向が高くなった。その後の日本の特撮作品がストップモーションではなく、着ぐるみによる撮影が主流になった。
また、東宝特撮の特徴の一つとして、当時のトピックを反映しつつ何らかのメッセージ性を帯びた作品が多いという点が挙げられる。これは、「特撮映画は娯楽である」という田中の信念が如実に表れているためである。例えば、第1作『ゴジラ』は第五福竜丸事件で高まりつつあった核兵器への懸念を「核によって生み出された怪獣」によって具現化し、『世界大戦争』では前年のキューバ危機によって勃発直前まで至った第三次世界大戦をテーマにすることで、反核のメッセージを痛烈に描いている。また、『ゴジラ対ヘドラ』では公害によって誕生した怪獣を登場させ、『地球攻撃命令 ゴジラ対ガイガン』では公害によって母星が壊滅したゴキブリ型の宇宙人を登場させることで、公害への懸念と行き過ぎた開発への警鐘を主張している。『ゴジラvsビオランテ』では倫理を欠いた遺伝子研究を批判しており、1990年代に製作された『ゴジラvsモスラ』や平成モスラシリーズでは、開発による環境荒廃や家族の登場により、一貫して「環境問題」と「家族」が大きなテーマとして据えられている。
一方、作品によっては当時の流行を取り入れることも積極的に行なわれている。『ゴジラ・エビラ・モスラ 南海の大決闘』や『ゲゾラ・ガニメ・カメーバ 決戦!南海の大怪獣』などは、当時のハワイブームに乗って舞台を南の島にしているほか、『ゴジラ対メカゴジラ』は前年に返還されたばかりの沖縄を舞台にしている。
なお、映画制作にあたってイラスト化したスケッチは、後年では「イメージイラスト」や「イメージボード」などと呼称されることが多いが、往年の円谷による東宝特撮では主に「ピクトリアルスケッチ」と呼称されていた。これを受け、後年にも東宝特撮関連を紹介する際に同呼称を用いている例が見られる。

## 主なシリーズ
- ゴジラシリーズ
- 平成モスラシリーズ
- 変身人間シリーズ
- 血を吸うシリーズ
- 8.15シリーズ
- 超星神シリーズ

## 主なスタッフ

### プロデューサー
- 藤本真澄
- 田中友幸 - ゴジラシリーズ第1作『ゴジラ』から平成ゴジラシリーズ最終作『ゴジラVSデストロイア』まで、すべての東宝特撮作品の製作を統括した。
- 富山省吾 - 1990年代から田中と協力して特撮作品の製作を手がけ、田中の死後に製作されたほとんどの東宝特撮作品を製作している。

### 原作
- 香山滋
- 黒沼健
  - 上記の両名とも冒険小説で著名である。初期の東宝特撮の原作を執筆し、後の東宝特撮のメッセージ性などに先鞭をつけた。
- 丘美丈二郎 - 『地球防衛軍』（1957年）をはじめ、主にSF色の強い特撮映画の原作を手がけた。

### 監督
- 本多猪四郎 - 初期の東宝特撮作品の監督を手がけた。元々記録映画志向があり、黒澤明と同門、助監督として協力していたこともある。その端正でリアリティーのある描写が評価されている。
- 福田純

### 特技監督
- 円谷英二 - 戦前から東宝特撮作品の特殊技術を手がけた。
- 有川貞昌 - 第1作『ゴジラ』の撮影から東宝特撮にたずさわり、複数の特撮作品を手がけた。
- 中野昭慶 - 円谷の弟子。円谷の死後、1970年代の東宝特撮に携わった。パニック映画に見られる派手な爆発シーンを得意とする。
- 川北紘一 -『地球防衛軍』を見て東宝入社を決意した。『流星人間ゾーン』に始まり、1980年代から1990年代の東宝特撮に携わった。その後は東宝から独立し、『超星神シリーズ』の特技監督も担当している。

### 脚本
- 村田武雄
- 関沢新一
- 馬淵薫

### 音楽
- 伊福部昭 - 『ゴジラ』のメインテーマをはじめ、多くの東宝特撮作品の音楽を手がけた。
- 佐藤勝 - 『ゴジラの逆襲』以降、いくつもの東宝特撮作品の音楽を手がけた。
- 宮内國郎 - 『ガス人間第一号』、『ゴジラ・ミニラ・ガバラ オール怪獣大進撃』の音楽を手がけた。
- 大島ミチル - ミレニアムゴジラシリーズの音楽を手がけた。

### その他
- 小松崎茂 - 戦前から活躍していた絵物語作家でイラストレーター。轟天号などの東宝特撮作品に登場するメカニックのデザインを手がけ、日本で最初にメカニックデザインを手がけたとされる。

## 関係の深い俳優
- 宝田明 - 『ゴジラ』が初主演作。ゴジラシリーズをはじめ、他の怪獣映画にも多数出演。
- 佐原健二 - 『空の大怪獣ラドン』が初主演作。ゴジラシリーズ最多出演俳優であり、他の東宝特撮や円谷作品にも多数出演。
- 志村喬 - 黒澤作品で世界的にも有名な俳優。東宝特撮では『ゴジラ』の山根博士をはじめ、落ち着いた科学者の役を多く演じた。
- 藤田進 - 戦前から軍人役で知られた俳優。その演技は東宝特撮でも司令官役で遺憾なく発揮されている。
- 平田昭彦 - 第1作『ゴジラ』以降、ゴジラシリーズや円谷作品、『愛の戦士レインボーマン』でも個性的な役を多く演じた。
- 土屋嘉男 - 東宝の俳優陣では唯一、黒澤組と本多組を多く行き来してきた。東宝特撮にも欠かせない俳優であり、『地球防衛軍』では日本人俳優として初めて宇宙人を演じた。
- 小高恵美 - 平成ゴジラシリーズで一貫して超能力者「三枝未希」を演じた。同役でのゴジラシリーズ最多出演女優。
- 中島春雄 - ゴジラをはじめ、数多くの怪獣を演じた。日本初の専属スーツアクターである。
- 薩摩剣八郎 - ヘドラ以降スーツアクターとなり、平成ゴジラシリーズでゴジラを演じた。